# WISE 0855-0714
WISE 0855–0714 – brązowy podkarzeł reprezentujący typ widmowy Y, położony w gwiazdozbiorze Hydry. Znajduje się zaledwie 7,2 roku świetlnego od Słońca i jest jednym z najbliższych Układowi Słonecznemu ciał niebieskich; bliżej znajdują się tylko: układ Alfa Centauri, Gwiazda Barnarda i para brązowych karłów WISE 1049-5319 (Luhman 16).

## Nazwa
Skrótowiec „WISE” pochodzi od nazwy teleskopu kosmicznego Wide-field Infrared Survey Explorer, obserwującego niebo w podczerwieni, który wykonał zdjęcia, na których odnaleziono obiekt. Liczby w nazwie oznaczają współrzędne astronomiczne tego ciała niebieskiego.

## Odkrycie
Odkrywcą obiektu jest Kevin Luhman z Uniwersytetu Stanu Pensylwania. Odkrycie umożliwił duży ruch własny obiektu, wskazujący, że znajduje się on blisko Układu Słonecznego. Obserwacje teleskopów WISE i Spitzera pozwoliły wyznaczyć także paralaksę obiektu, równą 0,454″ ± 0,045″, a zarazem odległość do niego, równą ok. 2,2 pc.

## Charakterystyka

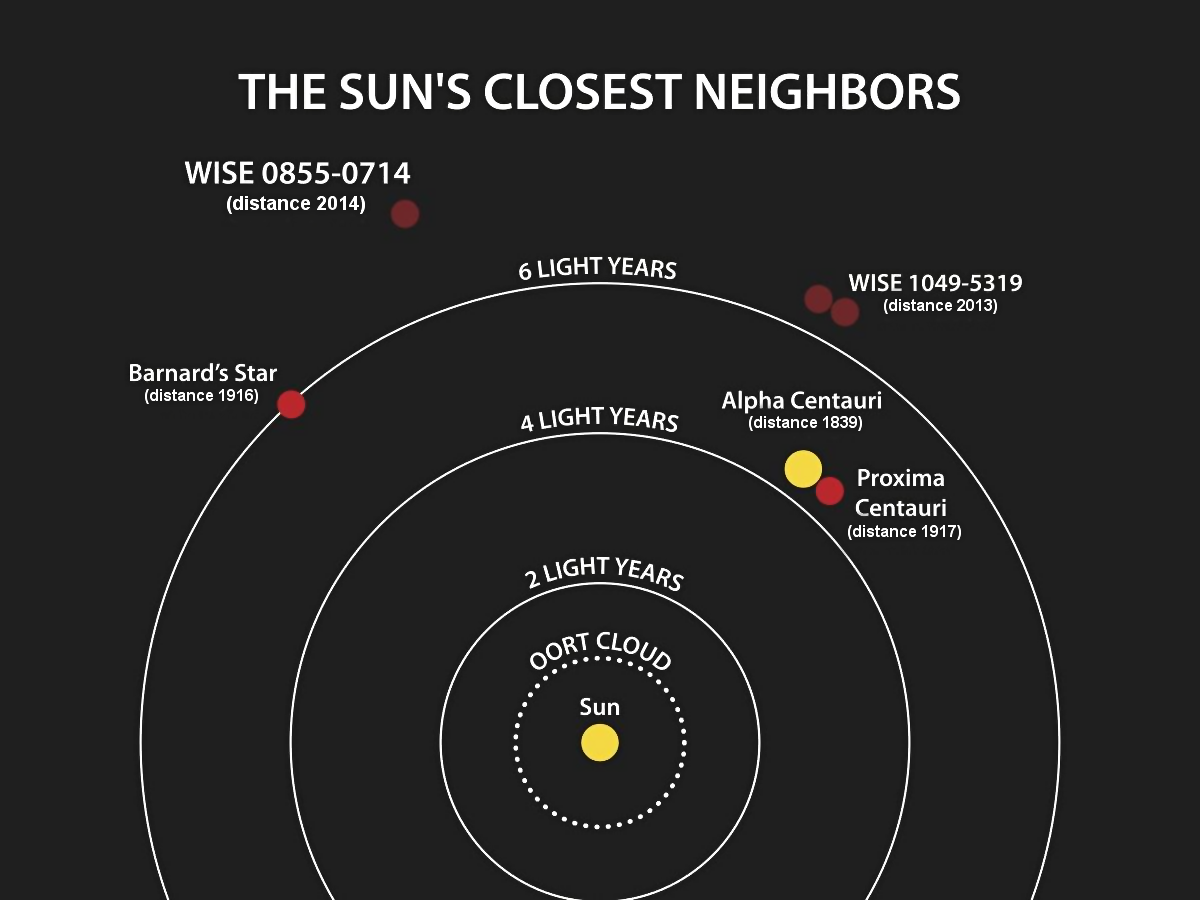
Gwiazdy i brązowe karły położone najbliżej Ziemi

Na podstawie jasności absolutnej w podczerwieni ocenia się, że WISE 0855-0714 jest najchłodniejszym ze znanych brązowych karłów: temperatura jego powierzchni wynosi od −48 do −13 °C. Jego masa oceniana jest na 3–10 MJ, a zatem jest to obiekt o masie planetarnej. Może być zatem klasyfikowany jako brązowy podkarzeł lub samotna planeta. Spośród takich obiektów WISE 0855-0714 jest najbliższy Słońca.
W 2014 dzięki obserwacjom dokonanym w obserwatorium Las Campanas odkryto, że w atmosferze obiektu znajdują się chmury zawierające wodę i lód. Jest to pierwsze odkrycie takich chmur w obiekcie znajdującym się poza Układem Słonecznym.